# Knoppix
Knoppix je Linux distribucija, koja se pokreće pomoću takozvanog Live-CD-a (boot CD koji sadrži funkcionalni operacijski sustav na sebi; koristi se obično u prezentacijske svrhe) i koja dolazi s KDE grafičkim okruženjem (GUI), OpenOffice uredskim alatima, Gimp uređivačem slika, Mozilla web preglednikom, Xchat IRC klijentom, Gaim instant messengerom i mnogo drugih programa.
Knoppix je baziran na Debian distribuciji Linux operacijskog sustava.

## Inačice
- 3.1 izdana 19. siječnja 2003.
- 3.2 izdana 26. srpnja 2003.
- 3.3 izdana 16. veljače 2004.
- 3.4 izdana 17. svibnja 2004.
- 3.6 izdana 16. kolovoza 2004.
- 3.7 izdana 9. prosinca 2004.
- 3.8.2 	izdana 12. svibnja 2005.
- 3.9 izdana 1. lipnja 2005.
- 4.0 izdana 22. lipnja 2005.
- 4.0 ažurirana 	16. kolovoza 2005.
- 4.0.2 	izdana 23. rujna 2005.
- 5.0 izdana 25. veljače 2006.

## Vanjske poveznice
- Službena webstranica Knoppixa
- Knoppix web stranica
- Osobna stranica Klausa Knoppera
- Knoppix.net
- Knoppix Wiki
- Podrška debian baziranim dist.  Arhivirana inačica izvorne stranice od 13. travnja 2018. (Wayback Machine)
- Knoppix 4.0 video  Arhivirana inačica izvorne stranice od 19. lipnja 2006. (Wayback Machine)